# Eisenbahn-Universität Pjöngjang
Die Eisenbahn-Universität Pjöngjang (평양철도대학) oder auch Hochschule für Eisenbahnwesen ist eine Universität in Nordkorea.

## Geschichte
Die Hochschule wurde am 1. September 1959 als Hochschule für Transportwesen Pjöngjang gegründet und besteht aus vier Fakultäten. Später erhielt sie ihren heutigen Namen. In letzter Zeit wurden die Gebäude und die Ausstattung modernisiert. Seit kurzem ist auch E-Learning möglich. Angeblich zeichnet die Universität auch für die Entwicklung der neuen Fahrzeuge für die städtischen Metro verantwortlich.

## Beschreibung
An der Hochschule werden zirka 100 Lehrkräfte beschäftigt und 500 Studenten sind immatrikuliert. Es gibt mehr als 50 Lehrstühle. Zudem bestehen Austauschprogramme mit der Jiaotong University in Peking und der State Transport University in Omsk.
Es gibt auch die Möglichkeit des Fernstudiums sowie Abendkurse.

## Fakultäten
Unter anderem gibt es folgende Fakultäten:
- Eisenbahnbetrieb
- Eisenbahnmaschinen
- Eisenbahnbau
- Elektrische Bahnen usw.[1]

## Lage
Der Campus befindet sich im Stadtteil Hyŏngjesan-guyŏk, Verwaltungseinheit Hadang-dong.